# 스핀고모나스 파우치모빌리스
스핀고모나스 파우치모빌리스(Sphingomonas paucimobilis)는 느린 운동성을 지닌 단일 극편모를 가진 호기성 그람음성의 토양 간균이다. S. paucimobilis는 lignin 관련 비페닐 화학 합성물을 분해 가능하다.